# 长镰羽耳蕨
长镰羽耳蕨（学名：Polystichum falcatilobum）为鳞毛蕨科耳蕨属下的一个种。

## 扩展阅读
- 維基物種上的相關：长镰羽耳蕨